# Chrysopilus pallipilosus
Chrysopilus pallipilosus är en tvåvingeart som beskrevs av Yang 1992. Chrysopilus pallipilosus ingår i släktet Chrysopilus och familjen snäppflugor. Inga underarter finns listade i Catalogue of Life.